# 帝室技芸員
帝室技芸員（ていしつぎげいいん）は、戦前の日本で宮内省によって運営されていた、美術家や工芸家の顕彰制度である。日本の優秀な美術家・工芸家に、帝室からの栄誉を与えてこれを保護し、更に斯界の奨励、発展を図ろうとした。1890年（明治23年）設置、1947年（昭和22年）廃止。
「技芸員」の名称通り任命された作家の分野は多岐にわたり、日本画家や西洋画家、彫刻家の他、金工、陶工、漆工、刀工といった諸工芸作家に加えて、写真家なども任命されている。

## 歴史
成立の背景には、1887年頃の旧派の龍池会と、新派の鑑画会の対立があると言われる。後者は1889年に東京美術学校を創立するフェノロサと岡倉覚三（天心）ら文部省系のグループであるが、通常「新派」と称されるこの革新派の運動に危機意識をいだいた龍池会系の「旧派」は、伝統絵画を護るという意図から宮内省の庇護を求めた。龍池会のメンバーは1887年に有栖川宮熾仁親王を総裁に迎えて、新たに「日本美術協会」を発足させる。同会は宮中や宮内省との結びつきが強く、翌年には帝室技芸員の前身とされる「宮内省工芸員」（加納夏雄ら17名）を認定した。年金も支給され、甲は150円、乙は100円だった。
1890年（明治23年）2月には帝国博物館総長・九鬼隆一が選択委員長に任ぜられ、佐野常民、下条桂谷、高嶺秀夫、浜尾新、杉孫七郎、山高信離、川田剛らが委員に選ばれた。彼らによって、正式に帝室技芸員制度がはじまる。その形態は宮内大臣により任命された選択委員により作家が推薦され、帝国博物館総長の招集した会議によって決められ、内定者は宮内大臣に推挙された。任期は終身で、定員は当初は20名、1906年（明治39年）3月からは25名。毎年100円の年金の他に、下命された制作に対しては制作費が受給された。なお、任命する側も基本的に終身である。選択委員の顔ぶれは、全体的に帝国博物館を中心とする宮内省関係者、東京美術学校を中心とする文部省関係者が多い。ただし、初期は農商務省関係者も重要な位置を占め、殖産興業政策との接近と変化が、技芸員の選択とメンバーの変化にも反映されている。
確かに当初の技芸員は、日本美術協会の重鎮が年功序列で任命を受けるという傾向にあった。しかし、実際には東京美術学校初代校長である浜尾新が選択委員に名を連ねており、最初に任命された10名にも橋本雅邦、高村光雲、加納夏雄ら東京美術学校の教授が3名も含まれていた。更に1913年には正木直彦が選択委員に加わり、竹内栖鳳ら官展系の人気作家が任命されるようになる。ただし、これは日本画壇に限ったことで、美術工芸分野ではむしろ旬の作家が積極的に候補に挙げられ、実際に選ばれている。この選定には、ジャポニズムの盛り上がりに焦点を合わせ、日本の美術工芸を奨励し外国に積極的に売り込もうとする意図が見え隠れしている。
第二次世界大戦中の1944年までに13回の選定が行われ、計79名が任命された。技芸員制度は戦後に宮内省の改変に伴い廃止されたが、資格自体が取り消されたわけではないため、その終わりは曖昧であるものの、1986年（昭和61年）に梅原龍三郎が死去したことで技芸員は全員物故者となった。
こうした作家の顕彰行為は、一面としては文化勲章や重要無形文化財制度、あるいは日本芸術院会員への認定などに引き継がれていった。

## 帝室技芸員一覧
| 専門   | 氏名                    | 任命年月日                 | 没年月日       | 備考         |
| ------ | ----------------------- | -------------------------- | -------------- | ------------ |
| 画家   | 田崎草雲（芸）          | 1890年（明治23年）10月2日  | 1898年9月1日   | 南画         |
| 画家   | 森寛斎                  | 1890年（明治23年）10月2日  | 1894年6月2日   | 四条派       |
| 漆工   | 柴田是真（順蔵）        | 1890年（明治23年）10月2日  | 1891年7月13日  | 古満派       |
| 画家   | 狩野永悳                | 1890年（明治23年）10月2日  | 1891年1月29日  | 狩野派       |
| 画家   | 守住貫魚                | 1890年（明治23年）10月2日  | 1892年2月26日  | 住吉派       |
| 織物   | 伊達弥助                | 1890年（明治23年）10月2日  | 1892年3月20日  |              |
| 彫金   | 加納夏雄                | 1890年（明治23年）10月2日  | 1898年2月3日   |              |
| 画家   | 橋本雅邦                | 1890年（明治23年）10月2日  | 1908年1月13日  | 狩野派       |
| 彫刻   | 高村光雲（幸吉）        | 1890年（明治23年）10月2日  | 1934年10月10日 | 木彫         |
| 彫刻   | 石川光明                | 1890年（明治23年）10月2日  | 1913年7月30日  | 牙彫         |
| 画家   | 野口幽谷（巳之助）      | 1893年（明治26年）9月25日  | 1898年6月26日  | 南画         |
| 画家   | 滝（瀧）和亭            | 1893年（明治26年）9月25日  | 1901年9月28日  | 南画         |
| 画家   | 幸野楳嶺（梅嶺）        | 1893年（明治26年）9月25日  | 1895年2月2日   | 四条派       |
| 陶工   | 清風与平                | 1893年（明治26年）9月25日  | 1914年7月15日  |              |
| 画家   | 岸竹堂                  | 1896年（明治29年）6月30日  | 1897年7月27日  | 岸派         |
| 画家   | 山名貫義                | 1896年（明治29年）6月30日  | 1902年6月11日  | 土佐派       |
| 画家   | 川端玉章                | 1896年（明治29年）6月30日  | 1913年2月14日  | 円山派       |
| 建築   | 伊藤平左衛門            | 1896年（明治29年）6月30日  | 1913年5月11日  | 円山派       |
| 金彫   | 海野勝珉                | 1896年（明治29年）6月30日  | 1915年10月8日  |              |
| 陶業   | 宮川香山                | 1896年（明治29年）6月30日  | 1916年5月24日  |              |
| 七宝   | 濤川惣助                | 1896年（明治29年）6月30日  | 1910年2月14日  |              |
| 七宝   | 並河靖之                | 1896年（明治29年）6月30日  | 1927年2月14日  |              |
| 鋳業   | 鈴木長吉                | 1896年（明治29年）6月30日  | 1919年1月29日  |              |
| 蒔絵   | 川之邊一朝 （平右衛門） | 1896年（明治29年）6月30日  | 1910年9月5日   |              |
| 蒔絵   | 池田泰真                | 1896年（明治29年）6月30日  | 1903年3月7日   | 柴田是真門人 |
| 織物   | 川島甚兵衛              | 1898年（明治31年）2月9日   | 1910年5月5日   |              |
| 画家   | 荒木寛畝                | 1900年（明治33年）7月21日  | 1915年7月21日  | 南画         |
| 画家   | 熊谷直彦                | 1904年（明治37年）4月16日  | 1913年3月8日   | 四条派       |
| 画家   | 望月玉泉                | 1904年（明治37年）4月16日  | 1913年9月16日  | 四条派       |
| 画家   | 今尾景年                | 1904年（明治37年）4月16日  | 1924年10月5日  | 四条派       |
| 画家   | 野口小蘋（親）          | 1904年（明治37年）4月16日  | 1917年2月17日  | 南画         |
| 彫刻   | 竹内久一                | 1906年（明治39年）4月4日   | 1916年9月24日  |              |
| 蒔絵   | 白山松哉（福松）        | 1906年（明治39年）4月4日   | 1923年8月7日   |              |
| 金彫   | 香川勝広                | 1906年（明治39年）4月4日   | 1917年1月15日  |              |
| 刀剣   | 宮本包則                | 1906年（明治39年）4月4日   | 1926年10月22日 |              |
| 篆刻   | 中井敬所                | 1906年（明治39年）4月4日   | 1909年9月30日  |              |
| 刀剣   | 月山貞一（弥五郎）      | 1906年（明治39年）4月4日   | 1918年7月11日  | 月山派       |
| 図案   | 岸光景                  | 1906年（明治39年）4月4日   | 1922年5月3日   |              |
| 洋画   | 黒田清輝                | 1910年（明治43年）10月18日 | 1924年7月16日  |              |
| 写真   | 小川一真                | 1910年（明治43年）10月18日 | 1929年9月7日   |              |
| 絵画   | 竹内栖鳳（恒吉）        | 1913年（大正2年）12月18日  | 1942年8月23日  | 四条派       |
| 彫金   | 塚田秀鏡                | 1913年（大正2年）12月18日  | 1918年12月29日 | 加納夏雄門人 |
| 絵画   | 寺崎広業                | 1917年（大正6年）6月11日   | 1919年2月11日  |              |
| 絵画   | 小堀鞆音                | 1917年（大正6年）6月11日   | 1931年10月1日  | 土佐派       |
| 絵画   | 川合玉堂（芳三郎）      | 1917年（大正6年）6月11日   | 1958年6月30日  |              |
| 絵画   | 下村観山（晴三郎）      | 1917年（大正6年）6月11日   | 1930年5月10日  |              |
| 絵画   | 富岡鉄斎（百錬）        | 1917年（大正6年）6月11日   | 1923年12月3日  | 南画         |
| 絵画   | 山元春挙（金右衛門）    | 1917年（大正6年）6月11日   | 1933年7月11日  | 四条派       |
| 彫塑   | 新海竹太郎              | 1917年（大正6年）6月11日   | 1927年3月12日  |              |
| 陶工   | 伊東陶山                | 1917年（大正6年）6月11日   | 1920年9月24日  |              |
| 陶工   | 諏訪蘇山（好武）        | 1917年（大正6年）6月11日   | 1922年2月9日   |              |
| 鍛金   | 平田宗幸                | 1917年（大正6年）6月11日   | 1920年2月25日  |              |
| 建築   | 佐々木岩次郎            | 1917年（大正6年）6月11日   | 1936年10月10日 |              |
| 日本画 | 横山大観（秀麿）        | 1931年（昭和6年）6月30日   | 1958年1月26日  |              |
| 日本画 | 橋本関雪（関一）        | 1934年（昭和9年）12月3日   | 1945年2月26日  |              |
| 日本画 | 安田靫彦（新三郎）      | 1934年（昭和9年）12月3日   | 1978年4月29日  |              |
| 日本画 | 菊池契月（莞爾）        | 1934年（昭和9年）12月3日   | 1955年9月9日   |              |
| 洋画   | 和田英作                | 1934年（昭和9年）12月3日   | 1959年1月3日   |              |
| 洋画   | 藤島武二                | 1934年（昭和9年）12月3日   | 1943年3月19日  |              |
| 洋画   | 岡田三郎助              | 1934年（昭和9年）12月3日   | 1939年9月23日  |              |
| 彫刻   | 山崎朝雲                | 1934年（昭和9年）12月3日   | 1954年6月4日   |              |
| 工芸   | 板谷波山（嘉七）        | 1934年（昭和9年）12月3日   | 1963年10月10日 |              |
| 工芸   | 香取秀真（秀治郎）      | 1934年（昭和9年）12月3日   | 1954年1月31日  |              |
| 工芸   | 清水南山（亀蔵）        | 1934年（昭和9年）12月3日   | 1948年12月7日  |              |
| 日本画 | 西山翠嶂（卯三郎）      | 1944年（昭和19年）7月1日   | 1958年3月30日  |              |
| 日本画 | 堂本印象（三之助）      | 1944年（昭和19年）7月1日   | 1975年9月5日   |              |
| 日本画 | 鏑木清方（健一）        | 1944年（昭和19年）7月1日   | 1972年3月2日   |              |
| 日本画 | 上村松園（津禰）        | 1944年（昭和19年）7月1日   | 1949年8月27日  |              |
| 日本画 | 前田青邨（廉造）        | 1944年（昭和19年）7月1日   | 1977年10月27日 |              |
| 日本画 | 松林桂月（篤）          | 1944年（昭和19年）7月1日   | 1963年5月22日  | 南画         |
| 日本画 | 小林古径（茂）          | 1944年（昭和19年）7月1日   | 1957年4月3日   |              |
| 日本画 | 小室翠雲（貞次郎）      | 1944年（昭和19年）7月1日   | 1945年3月30日  | 南画         |
| 洋画   | 金山平三                | 1944年（昭和19年）7月1日   | 1964年7月15日  |              |
| 洋画   | 中沢弘光                | 1944年（昭和19年）7月1日   | 1964年9月8日   |              |
| 洋画   | 梅原龍三郎              | 1944年（昭和19年）7月1日   | 1986年1月16日  |              |
| 洋画   | 安井曾太郎              | 1944年（昭和19年）7月1日   | 1955年12月14日 |              |
| 洋画   | 南薫造                  | 1944年（昭和19年）7月1日   | 1950年1月6日   |              |
| 彫刻   | 朝倉文夫                | 1944年（昭和19年）7月1日   | 1964年4月18日  |              |
| 彫刻   | 平櫛田中（倬太郎）      | 1944年（昭和19年）7月1日   | 1979年12月30日 |              |

- 「氏名」欄の括弧は『官報』における人名表記。
- 上記一覧表[注釈 3]について、初期から中期にかけての「専門」欄の名称に、「画家」「絵画」、「彫金」「金彫」、「陶業」「陶工」といった表記ゆれがあるのは仕様である。後期になると「日本画」「洋画」「彫刻」「工芸」の作家のみが選ばれ、分類表記も統一されるようになる。この変化は帝室技芸員の重点が、「技芸」から「美術」へ移るのを物語っている[17]。